# Ogyrides delli
Ogyrides delli is een garnalensoort uit de familie van de Ogyrididae. De wetenschappelijke naam van de soort is voor het eerst geldig gepubliceerd in 1971 door Yaldwyn.